# ベルンハルト・コンタルスキー
ベルンハルト・コンタルスキー（Bernhard Kontarsky, 1937年4月26日 - ） は、ドイツの指揮者。

## 経歴
ノルトライン＝ヴェストファーレン州イーザーローンの生まれ。
ケルン音楽院で学び、1964年からシュトゥットガルト国立歌劇場のカペルマイスターに就任して指揮活動を始めた。翌年にはノルトライン＝ヴェストファーレン州音楽賞を受賞している。
1981年よりフランクフルト音楽・舞台芸術大学の教授陣に加わった。
2人の兄のステージにピアニストとして賛助出演することもあった。